# Loi sur la distribution de produits et services financiers
La  Loi sur la distribution de produits et services financiers (LDPSF) est une loi québécoise qui crée la Chambre de la sécurité financière et qui réglemente les activités des représentants en assurance de personnes, les courtiers en assurance de dommages et les experts en sinistre notamment. 